# Cheikh Anta Diop

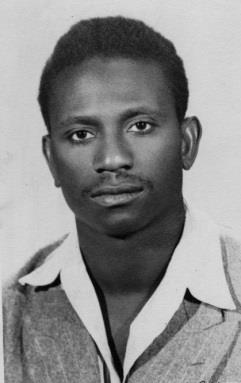

Cheikh Anta Diop (Diourbel, 29 dicembre 1923 – Dakar, 7 febbraio 1986) è stato uno storico, antropologo e fisico senegalese.

## Biografia

### Formazione
La sua educazione primaria avvenne in una scuola tradizionale islamica. A 23 anni partì per Parigi per studiare fisica. Rimase nella capitale 15 anni, nei quali studiò con Frédéric Joliot-Curie, genero di Marie Curie, e tradusse parte della Teoria della Relatività di Albert Einstein nella sua lingua nativa, il wolof. Nel 1940, gli studi di storia africana erano dominati dagli europei, i quali consideravano le popolazioni africane prive di un passato di rilevanza storica. Diop si formò attraverso studi e ricerche di storia africana, egittologia, linguistica, antropologia, economia e sociologia: risorse che si riveleranno fondamentali nella produzione delle sue opere principali.

### Ricerca
Nel 1951, Diop presentò la sua tesi di laurea all'Università di Parigi, nella quale affermava che gli antichi Egizi furono espressione di una cultura nera africana. La tesi fu respinta, ma nei nove anni successivi, Diop rielaborò la sua teoria, aggiungendo nuove ipotesi e nuove prove. Nel 1960 riuscì nel suo intento e la tesi fu accettata. Cinque anni prima questo lavoro venne pubblicato da un popolare giornale dell'epoca, il Nations nègres et culture. Questo gli garantì una notevole popolarità anche fuori dall'ambito accademico; le sue tesi furono riprese nei confronti e dibattiti sull'identità africana e ne fecero uno dei più controversi intellettuali del suo tempo. Nella carriera universitaria ottenne cinque PhD.
Dopo il 1960, Diop ritornò in Senegal e continuò a fare ricerche e a pubblicare i suoi studi. All'Università di Dakar (ora chiamata Cheick Anta Diop University di Dakar) fu messo a capo di un laboratorio nel quale era possibile utilizzare il metodo del radiocarbonio. Qui ritenne che fosse possibile determinare direttamente il colore di pelle e l'affiliazione etnica degli antichi Egizi attraverso delle analisi specifiche.
Una delle sue scoperte più importanti, pubblicata in diverse riviste scientifiche, fu il dosage test: una tecnica da lui sviluppata per determinare la quantità di melanina contenuta nelle mummie egizie. Questo metodo fu in seguito adottato dai laboratori scientifici degli USA per determinare l'etnia dei corpi carbonizzati. Nel 1974, Cheikh Anta Diop partecipò ad un simposio dell'UNESCO al Cairo, dove presentò le sue teorie ad altri specialisti in egittologia. Scrisse anche il capitolo sull'origine degli antichi Egizi nel testo dell'UNESCO General History of Africa.

### Opere
Nel 1974 fu pubblicato il primo libro di Diop tradotto in inglese, The African Origin of Civilization: Myth or Reality. In questo lavoro, attraverso analisi e riscontri antropologici e archeologici, sostenne la teoria dell'origine nera dei faraoni. Le ultime scoperte di Charles Bonnet nel sito di Kerma avvalorano alcune ipotesi di Diop.
Anche se la teoria afrocentrica può risultare rudimentale al pari di altri approcci eurocentrici e nonostante i diversi errori nel suo lavoro, è stato riconosciuto a Diop il valore polemico della sua denuncia. Egli evidenziò come in passato la maggior parte degli studiosi europei aveva quasi del tutto ignorato la possibilità dell'esistenza di civiltà precedenti al colonialismo. Il suo pensiero è tuttora molto controverso, ma molte delle sue tesi sono state riproposte nelle ricerche e nel dibattito degli ultimi anni.

### Il contesto storico
Negli anni della sua produzione, '50, '60 e i primi '70, l'ambiente accademico che si occupava d'Africa era pesantemente influenzato dall'analisi razziale sintetizzata nel lavoro di Carleton Coon, che utilizzava presunte gerarchie di inferiorità e superiorità di razza. Il lavoro di Coon fu raccolto nell'opera Hamitic Hypothesis, nella quale egli sosteneva che i progressi e sviluppi culturali più significativi si verificarono grazie all'invasione di misteriosi popoli caucasoidi. Nel caso dell'Egitto, quest'idea prese forma nella Dinastic Race Theory, la quale affermava che una grande migrazione di popoli caucasoidi fu necessaria per creare l'antico regno egizio. Sempre secondo la stessa teoria, le tribù nere presenti sul territorio, non furono in grado di costruire un regno di tale portata. Queste teorie sono state fortemente screditate dalla moderna antropologia. La prima vera condanna fu portata da Diop nel suo lavoro del 1954, solo in un secondo momento accettata e sostenuta da molti studiosi.

### Gli Egiziani visti come popolazione nera
La definizione di popolazione nera è uno dei punti più controversi. 
Diop accusava i suoi oppositori di utilizzare la definizione più limitata possibile di popolazione nera per poter così considerare gruppi africani come i nubiani, parte della popolazione europea o, per meglio dire, della razza caucasoide. 
Diop, inoltre, accusa i suoi oppositori di ipocrisia, in quanto da un lato essi considerano gli egiziani “non importanti” ma dall'altra introducono terminologie tipo “Mediterraneo” o “Medio Orientale” e creano razze che non rientrino nella stretta definizione, in parte stereotipata, di nero. La meticolosa preparazione e strenua difesa della sua teoria al simposio UNESCO al Cairo su La popolazione dell'antico Egitto e la decifrazione dello scritto Meriotico del 1974, nella quale esponeva le incompatibilità e le contraddizioni del trattamento dei dati sull'Africa, rimane uno dei capisaldi del lavoro di Diop.
Al simposio del 1974 uno studioso disse: "Se da una parte si riconosce che gli antichi Egizi erano una popolazione mista, fatto confermato dalle analisi antropologiche, dall'altra gli scrittori parlano di razza egiziana legandola alla razza bianca, al ramo Amitico, definiti anche come Mediterranei, Europoidi o Euroafricani. Qui vediamo una vera e propria contraddizione: tutti gli antropologi concordano sull'alta percentuale dell'elemento negroide – circa 1/3, a volte di più – nel mix etnico (biologico) della popolazione dell'antico Egitto, ma fino ad ora nessuno ha definito il termine “Negroide” e soprattutto, nessuno ha spiegato come sia possibile che la commistione con una componente Mediterranea, in alcuni casi veramente esigua, abbia potuto portare ad una pura razza "Caucasoide"."  Una maggioranza di accademici non riconosce nella parola neri una definizione valida per gli Egizi ma, allo stesso tempo, non è concorde su nessun altro termine. Alcuni studiosi moderni utilizzano il DNA per la classificazione razziale, mentre altri condannano questo tipo di pratica considerandola un riempimento selettivo di categorie predefinite.
Secondo Diop, esiste una popolazione nera che si arricchisce di nuovi elementi con il tempo e non esistono popolazioni miste che hanno arbitrariamente attraversato i loro confini razziali. Molti accademici però rifiutano il termine nero o lo usano solamente per definire le popolazioni sub-sahariane, ma come già detto non è ancora stato trovato un altro termine che metta d'accordo tutti. Esiste però un approccio che ha colmato il divario tra Diop e i suoi critici: l'approccio non-razziale, bio-evoluzionario. Questo approccio è associato agli studiosi che mettono in discussione la validità della razza in quanto concetto biologico. Questo punto di vista definisce gli Egizi sia come (a) un'altra popolazione della valle del Nilo o come (b) il continuum della variazione e dello sviluppo delle popolazioni indigene non servendosi di definizioni di gruppi razziali. Attraverso questo approccio le categorie razziali “neri” o “caucasici” vengono eliminate lasciando spazio alla classificazione di popolazioni locali aventi un numero indefinito di diversità fisiche. Questo punto di vista va contro l'insistenza di Diop su un'ampia definizione della popolazione “Nera” ma allo stesso tempo riconosce le contraddizioni esistenti nella manipolazione dei dati statistici relativi alle popolazioni africane e nella loro catalogazione”.

### L'influenza dell'Egitto
Al contrario di quanto molti assumono, Diop non ha mai detto che tutta l'Africa segue il modello culturale egiziano, bensì che l'Egitto ha avuto una parte importante nell'influenzare quella che può essere definita la culla della civiltà del sud, uno sviluppo indigeno insediato nella valle del Nilo. Nonostante Diop affermi che i Greci abbiano appreso dalla civiltà egizia, non si limita a dire che la cultura greca sia un semplice derivato di quella egizia. Egli infatti vede i Greci come parte della culla della civilizzazione del nord, che si distingue in quanto influenzata da condizioni climatiche e culturali ben diverse. Il suo pensiero si distacca però da quello espresso da scrittori come George James (Stolen Legacy) o Martin Bernal (Black Athena) in quanto Diop si focalizza sull'Africa e non sulla Grecia. Allo stesso tempo scrittori come Frank Snowden e Mary Lefkowitz mettono in dubbio l'unione tra la complessa cultura greca a quella egiziana.

### Le lingue come dimostrazione dell'unità culturale africana
A difesa della teoria dell'unità, Diop sottolinea le affinità tra le lingue delle popolazioni della valle del Nilo e delle popolazioni antiche. Egli mostra la relazione tra l'antico egizio e il moderno copto egiziano ed il wolof, una lingua senegalese dell'Africa occidentale, dimostrando come queste due ultime lingue derivino dalla prima. Il lavoro di Diop è stato ulteriormente sviluppato dallo studioso Ivan Van Sertima. I moderni studi linguistici non hanno ancora confermato le teorie di Diop sulla relazione tra le lingue dell'Africa occidentale, ma si sono comunque distaccati dalle iniziali teorie secondo cui le lingue della valle del Nilo derivano da lingue camitiche, e affermano che queste affondano radici in un contesto più localizzato nel bacino del Nilo e del Sahara. Alcune analisi linguistiche (Diakanoff 1998) rintracciano le origini delle lingue afro-asiatiche nel nord dell'Africa, scoprendo legami con le antiche lingue egizie e le più recenti lingue parlate a cavallo tra il delta del Nilo ed il Sinai. 
- Fenotipo Nero - Pur riconoscendo un'eredità genetica comune alla razza umana, Diop ha identificato un fenotipo nero che accomuna le popolazioni dell'India, dell'Australia e dell'Africa, con somiglianze fisiche in relazione al colore della pelle, e a numerose altre caratteristiche.

Se alcuni tratti, come la pelle scura, sono presenti in queste popolazioni lontane tra loro, le moderne analisi del DNA posizionano i gruppi australiani e papuani più vicini alle popolazioni del continente asiatico che alle popolazioni nere sub-sahariane. 
- Diop razzista - Accusato da alcuni di essere “razzista”, Diop non ha mai sostenuto una superiorità razziale dei neri contrapposta alla tradizionale superiorità bianca. Egli infatti, si è sempre astenuto da questo tipo di sciovinismo, dicendo: “Ci scusiamo di essere tornati a parlare di razza, eredità culturale, relazioni linguistiche, e connessioni storiche tra popolazioni. Non do più importanza a queste questioni di quanta ne meritino in una società moderna del ventesimo secolo”.

Molte persone, tra cui Leonard Jeffries, hanno avanzato visioni più estreme citando il lavoro di Diop. In realtà lo stesso Diop ripudiava teorie di supremazia razziale sostenendo una visione più bilanciata di quella spesso portata avanti in quegli anni.